# Calvais (dialecte)
Pour les articles ayant des titres homophones, voir Calvais, Calvet et Calvez.
Cet article possède un paronyme, voir Calvé.
Le calvais est le parler de Calvi, ville du nord-ouest de la Corse. 
Aujourd'hui en voie d'extinction, il relève de la branche ligure coloniale de la famille gallo-italique. Cet isolat au sein du continuum corse (toscan) a pour origine la prégnance génoise dans cette ancienne ville de garnison.
 
À Calasetta et Carloforte, communes italiennes du sud-ouest de la Sardaigne, l'insularité et la péninsularité continuent à favoriser la maintenance du ligure tabarquin apparu pour des raisons identiques.